# Mole rosa
El mole rosa es un tipo de mole típico de Taxco, Guerrero, que se caracteriza por la inclusión de betabel (remolacha), lo que le confiere su característico color y sabor dulzón, y que se sirve con pechuga de pollo. A menudo el color rosa es obtenido por medio de otros ingredientes, como el piñón rosa, la granada, los pétalos de rosa, o bien una combinación de dos o tres de ellos.
Los ingredientes varían según la receta de cada hogar o cocinera/o. Como buen mole, incluye diversas semillas como ajonjolí, nueces y almendras, especias como clavo, laurel, etc. El toque picante viene dado por el chile chipotle. Otros ingredientes comunes son: mezcal, muicle, arándanos deshidratados u hoja santa, todo frito en aceite, mantequilla o manteca de cerdo.
A diferencia de otros moles, el mole rosa de Taxco se distingue por un sutil sabor dulce, que viene dado por el chocolate blanco, así como por la propia betabel. De no disponer de chocolate, también es común usar miel de abeja, azúcar o piloncillo. Sin embargo, originalmente se usa chocolate blanco, el cual también le aporta cremosidad al mole.
Este mole se sirve con arroz blanco y pétalos de rosa o bugambilia, símbolo de Taxco.
Se dice que su color se inspira en la cantera rosa que embellece la fachada de la Templo de Santa Prisca de Taxco, aunque la receta de mole rosa es anterior a la construcción de la iglesia. El pigmento que naturalmente colorea este platillo es la betalaína.